# Inês Joaquina da Costa
Inês Joaquina da Costa - morreu em 1905, foi a fundadora do Sitio de Pai Adão por volta de 1875.